# Rasmus på luffen (film)
Rasmus på luffen är en svensk dramafilm från 1981 i regi av Olle Hellbom. Filmen är en nyinspelning av Luffaren och Rasmus från 1955 med manus av Astrid Lindgren, vilket publicerades som bok med titeln Rasmus på luffen 1956. I huvudrollerna ses Erik Lindgren som Rasmus och Allan Edwall som luffaren Paradis-Oskar. Filmen hade biopremiär i Sverige den 12 december 1981.

## Handling
Filmen utspelar sig sommaren 1910. Rasmus är en föräldralös pojke som bor på barnhemmet Västerhaga som förestås av den stränga fröken Hök. De barnlösa par som ibland kommer för att adoptera ett barn väljer ofta flickor med lockigt hår. Till slut får Rasmus nog och bestämmer sig för att rymma från Västerhaga, hans bästa vän Gunnar väljer dock att stanna kvar.
Rasmus söker sig till en lada där luffaren Paradis-Oskar har tagit skydd mot regnet och ligger och sover i höet. På morgonen när Rasmus vaknar och ser Oskar berättar han att han letar efter en far och mor, och ber att få slå följe med honom. Oskar är minst sagt tveksam, men veknar vartefter. Medan de vandrar hittar de på en egen visa, "Kattvisan". Oskar berättar för Rasmus hur luffare lever, bland annat visar han hur luffartecken fungerar. För att försörja sig spelar Oskar dragspel och sjunger visor medan Rasmus samlar in pengar i Oskars hatt.
När de når fram till orten Sandö inträffar det ett rån på brukskontoret. Misstankarna landar snart på den kringstrykande Oskar. När konung Gustaf V inviger järnvägen på orten, sker ytterligare ett rån. Oskar och Rasmus flyr undan länsman och gömmer sig i ett övergivet hus i skogen, vilket visar sig vara de verkliga rånarnas gömställe, Hilding Lif och hans kumpan Liander. När rånarna har lämnat huset finner Oskar och Rasmus deras skrin med stöldgodset. Rättskaffens som de båda luffarna är vill de återställa allt rånarna orsakat och rentvå Oskar, så de kan fortsätta sin vandring i det fria.

## Rollista i urval
- Allan Edwall – Paradis-Oskar
- Erik Lindgren – Rasmus
- Jarl Kulle – Hilding Lif, bov
- Håkan Serner – Liander, bov
- Olof Bergström – länsman
- Rolf Larsson – poliskonstapel Bergqvist
- Roland Hedlund - Poliskonstapel Andersson
- Lena Brogren – Martina, Paradis-Oskars fru
- Tommy Johnson – Nilsson, storbonde
- Lottie Ejebrant – fru Nilsson
- Ulla-Britt Norrman - Kvinnan som Rasmus och Oskar hugger ved åt
- Emy Storm – Fröken Hök, föreståndarinna på barnhemmet Västerhaga
- Lars Amble – handlarn, mannen som kommer till barnhemmet för att hämta ett barn
- Lena Nyman – handlarns fru
- Gösta Linderholm – Sju Attan, luffare
- Göran Graffman – Rosasco Seramonsky, luffaren med papegojan Vackra Klara
- Svea Holst – Lille-Sara
- Georg Adelly – Lusknäpparn, skärslipare och luffare
- Bertil Norström – borgmästaren
- Pål Steen – Gunnar, barnhemsbarn på Västerhaga
- Jonas Karlsson – barnhemsbarn på Västerhaga[5]

## Produktion och distribution
Filmen är en nyinspelning av Luffaren och Rasmus från 1955, baserad på manus av Astrid Lindgren; boken om Rasmus på luffen kom först 1956. När filmen skulle spelas in var det över 700 pojkar som sökte rollen som Rasmus.
I filmen från 1955 spelade Lena Nyman en guldlockig barnhemsflicka som i filmens början blir utvald av en fin dam som kommer till barnhemmet för att välja ut ett fosterbarn. Scenen finns med även i nyinspelningen – där sluts cirkeln när Lena Nyman spelar den fina damen och Victoria Törnqvist den guldlockiga flickan.
Filmen var Olle Hellboms sista som regissör. Stadsmiljöerna filmades i Gamla Linköping (Östergötland), och de flesta landsbygdsmiljöerna i Dunkers socken (Södermanland).
Hösten 1986 visades filmen som TV-serie på fyra delar.

## Musik i filmen i urval
- "Elvira Madigan", text Johan Lindström Saxon, sång Allan Edwall
- "Här kan du se en luffare", kompositör, text och sång Allan Edwall
- "Björkens visa", kompositör Gustaf Raab, text Zacharias Topelius, sång Allan Edwall
- "Nu är det sommar, nu är det sol", text Eric Engstam, sång Allan Edwall
- "Mannevisan", kompositör Gösta Linderholm, text Allan Edwall, sång Allan Edwall
- "Kattvisan", kompositör Lille Bror Söderlundh, text Astrid Lindgren, sång Allan Edwall
- "Gubben och gumman", sång Allan Edwall och Erik Lindgren
- "Lincolnvisan", text Hans Henric Hallbäck / Lars Bondeson, sång Allan Edwall och Erik Lindgren
- "Kovan kommer, kovan går", text Emil Norlander, sång Allan Edwall
- "Aldrig komma de igen", sång Erik Lindgren och Allan Edwall
- "Luffarvisan", kompositör Gösta Linderholm, text Astrid Lindgren, sång Allan Edwall och Erik Lindgren[5]